# Grup (matematică)

Manevrele posibile ale unui cub Rubik formează un grup.

În matematică, un grup este o mulțime prevăzută cu o operație binară care combină orice două elemente ale ei pentru a forma un al treilea element în așa fel încât sunt satisfăcute patru condiții, denumite axiomele grupurilor, și anume închiderea, asociativitatea, existența elementului neutru, respectiv a elementului simetric. Unul dintre cele mai familiare exemple de grup este mulțimea numerelor întregi împreună cu operația de adunare, dar grupurile sunt întâlnite în domenii numeroase din interiorul și din afara matematicii, și ajută la concentrarea pe unele aspecte structurale esențiale, detașându-le de natura concretă a subiectului de studiu.
Grupurile au în comun o înrudire fundamentală cu noțiunea de simetrie. De exemplu, un grup de simetrie codifică trăsăturile simetrice ale unui obiect geometric: grupul constă din mulțimea transformărilor care lasă obiectul neschimbat, împreună cu operația de combinare a două astfel de transformări prin efectuarea lor una după alta. Grupurile Lie sunt grupuri de simetrie utilizate în Modelul Standard din fizica particulelor; grupurile Poincaré, un tip particular de grupuri Lie, pot exprima simetria fizică ce stă la baza teoriei relativității restrânse; grupurile punctuale sunt folosite pentru a înțelege fenomenele de simetrie din chimia moleculară. 
Conceptul de grup a apărut în legătură cu studiul permutărilor a n elemente, studiu datorat lui Cauchy. Conexiunea cu teoria ecuațiilor polinomiale a fost sesizată începând cu Évariste Galois în anii 1830, el fiind creatorul numelui grup. Alte sectoare ale matematicii, cum ar fi teoria numerelor și geometrie sunt și ele sursă a noțiunii de grup care a fost generalizată și a devenit bine cunoscută și acceptată pe la 1870. Teoria grupurilor modernă—o disciplină matematică activă—studiază grupurile ca atare. Pentru a explora grupurile, matematicienii au pus la punct diferite noțiuni pentru a descompune grupurile în părți mai mici și mai ușor de înțeles, cum ar fi subgrupurile, grupurile factor și grupurile simple. Pe lângă proprietățile lor abstracte, teoreticienii grupurilor studiază și diferite feluri în care un grup poate fi concret exprimat, atât din punct de vedere al teoriei reprezentării (adică prin reprezentările grupurilor) cât și prin teoria computațională a grupurilor. S-a dezvoltat o teorie pentru grupurile finite, care a culminat cu clasificarea grupurilor simple finite, definitivată în 2004. De pe la jumătatea anilor 1980, teoria geometrică a grupurilor, care studiază grupurile finit generate ca obiecte geometrice, a devenit un domeniu activ în teoria grupurilor.

## Definiție
Un cuplu {\displaystyle (G,\circ )}, format dintr-o mulțime nevidă G și o lege de compoziție internă "{\displaystyle \circ }" pe G, este grup dacă sunt satisfăcute axiomele:
1. Axioma închiderii
Oricare ar fi x și y din G, și rezultatul operației {\displaystyle x\circ y} face parte din G
2. Axioma asociativității
Oricare ar fi x,y,z din G, {\displaystyle (x\circ y)\circ z=x\circ (y\circ z)}
3. Axioma elementului neutru
Există un element e în G, astfel încât {\displaystyle e\circ x=x\circ e=x}, oricare ar fi x din G
4. Axioma elementelor simetrice
Oricare ar fi x din G, există y în G cu proprietatea că {\displaystyle x\circ y=y\circ x=e}

Dacă este satisfăcută și axioma
5. Axioma comutativității
Oricare ar fi x,y din G, {\displaystyle x\circ y=y\circ x}

atunci grupul {\displaystyle (G,\circ )} se numește grup comutativ sau abelian.

## Exemple

### Mulțimea numerelor întregi
Unul dintre cele mai cunoscute grupuri este cel format de mulțimea numerelor întregi Z, adică mulțimea numerelor
..., −4, −3, −2, −1, 0, 1, 2, 3, 4, ...
împreună cu operația de adunare. Proprietățile acestui grup folosesc drept model pentru axiomele abstracte date în definițiile de mai sus.
1. Oricare ar fi doi întregi a și b, suma a + b este tot un număr întreg. Cu alte cuvinte, adunarea întregilor doi câte doi nu poate da un rezultat care să nu fie întreg. Această proprietate este cunoscută sub numele de închidere în raport cu operația de adunare.
2. Oricare ar fi trei întregi a, b și c, (a + b) + c = a + (b + c). Cu alte cuvinte, dacă se adună întâi a cu b, și rezultatul se adună cu c, rezultatul final este același cu cel obținut adunând a cu suma dintre b și c, proprietate denumită asociativitate.
3. Dacă a este un număr întreg, atunci 0 + a = a + 0 = a. Zero se numește element neutru în raport cu adunarea, deoarece adunarea lui la orice întreg dă acel întreg.
4. Oricare ar fi un întreg a, există un întreg b astfel încât a + b = b + a = 0. Numărul întreg b se numește element opus al lui a și se notează cu −a.

### Un grup de simetrie
Simetriile (adică rotațiile și reflexiile) unui pătrat formează un grup denumit grup diedral, și notat cu D4. Mulțimea conține următoarele operații:
| identitatea (păstrarea așa cum e)                                                                                                | r1 (rotația cu 90° în sens orar)          | r2 (rotația cu 180°)                            | r3 (rotația cu 90° în sens trigonometric)        |
| fv (întoarcerea în oglindă pe verticală)                                                                                         | fh (întoarcerea în oglindă pe orizontală) | fd (întoarcere în oglindă după prima diagonală) | fc (întoarcere în oglindă după a doua diagonală) |
| Elementele grupului de simetrie al unui pătrat (D4). Colțurile sunt colorate și numerotate doar pentru vizualizarea operațiilor. |                                           |                                                 |                                                  |

- operația identitate, care lasă totul neschimbat, notată id;
- rotațiile pătratului cu 90° în sens orar, 180°, și 270° în sens orar, notate cu r1, r2 și r3, respectiv;
- reflexiile după linia mediană verticală și cea orizontală (fh respectiv fv), și reflexiile după cele două diagonale (fd și fc).

Oricare două transformări a și b pot fi compuse, adică aplicată una după cealaltă. Rezultatul aplicării lui a și apoi a lui b se scrie simbolic de la dreapta la stânga astfel:
b • a („aplică transformarea b după aplicarea transformării a”). Notația de la dreapta la stânga provine din cea folosită pentru compunerea funcțiilor.
Tabela din dreapta prezintă toate compunerile posibile. De exemplu, rotind cu 270° la dreapta (r3) și apoi oglindind orizontal (fh) se obține același rezultat ca reflexia după diagonală (fd). Utilizând simbolurile de mai sus, cu albastru în tabelă:
fh • r3 = fd.
| • | id | r1 | r2 | r3 | fv | fh | fd | fc |
| --- | -- | -- | -- | -- | -- | -- | -- | -- |
| id | id | r1 | r2 | r3 | fv | fh | fd | fc |
| r1 | r1 | r2 | r3 | id | fc | fd | fv | fh |
| r2 | r2 | r3 | id | r1 | fh | fv | fc | fd |
| r3 | r3 | id | r1 | r2 | fd | fc | fh | fv |
| fv | fv | fd | fh | fc | id | r2 | r1 | r3 |
| fh | fh | fc | fv | fd | r2 | id | r3 | r1 |
| fd | fd | fh | fc | fv | r3 | r1 | id | r2 |
| fc | fc | fv | fd | fh | r1 | r3 | r2 | id |
| Elementul identitate, r1, r2, și r3 formează și ele un subgrup, evidențiat cu roșu (regiunea din stânga-sus). O clasă laterală la stânga și o clasă laterală la dreapta ale acestui subgrup sunt evidențiate cu verde (pe ultimul rând) respectiv cu galben (pe ultima coloană). |    |    |    |    |    |    |    |    |

Dată fiind mulțimea transformărilor și operația de compunere, acestea formează un grup, respectând axiomele din definiție astfel:
1. Axioma de închidere cere ca prin compunerea b • a a oricare două transformări de simetrie a și b să se obțină tot o transformare de simetrie. Un alt exemplu pentru operația pe grup este
r3 • fh = fc,
adică rotația cu 270° în sens orar a pătratului obținut prin oglindirea pe orizontală e echivanetă cu oglindirea după diagonala a doua (fc). Într-adevăr, orice combinație de două transformări de simetrie reprezintă și ea o transformare de simetrie, ceea ce se poate verifica prin utilizarea tabelei grupului.
2. Asociativitatea tratează cazul compunerii a mai mult de două transformări: date fiind trei transformări a, b și c din D4, există două moduri posibile de calcul a operației "a apoi b apoi c". Cerința
(a • b) • c = a • (b • c)
înseamnă că operația de compunere a trei elemente este independentă de prioritatea operațiilor, adică dacă întâi se face a după b, și apoi c după rezultatul a • b este același lucru cu a face a după rezultatul compunerii lui b cu c.
De exemplu,  (fd • fv) • r2 = fd • (fv • r2) se poate verifica cu ajutorul tabelei grupului din dreapta
| (fd • fv) • r2 | = | r3 • r2 | = | r1, care este egal cu |
| fd • (fv • r2) | = | fd • fh | = | r1.                   |
3. Elementul neutru este transformarea identică, ce lasă totul neschimbat: pentru orice transformare a, efectuarea transformării identice după a (sau a lui a după transformarea identică) e același lucru cu operarea transformării a; în formă simbolică,
id • a = a,
a • id = a.
4. Elementul simetric este cel care inversează transformarea al cărui element simetric este. Fiecare transformare are o astfel de transformare: identitatea, oglindirile fh, fv, fd, fc și rotația la 180° r2 sunt propriile inverse, deoarece prin efectuarea fiecăreia de două ori se obține orientarea inițială a pătratului. Rotațiile r3 și r1 sunt fiecare elementul simetric al celeilalte. Simbolic,
fh • fh = id,
r3 • r1 = r1 • r3 = id.

Spre deosebire de grupul numerelor întregi, în care ordinea operațiilor este irelevantă, în D4 ea contează: fh • r1 = fc dar r1 • fh = fd. Cu alte cuvinte, D4 nu este grup abelian, ceea ce face ca structura acestui grup să fie mai complexă decât cea a numerelor întregi.

## Istorie

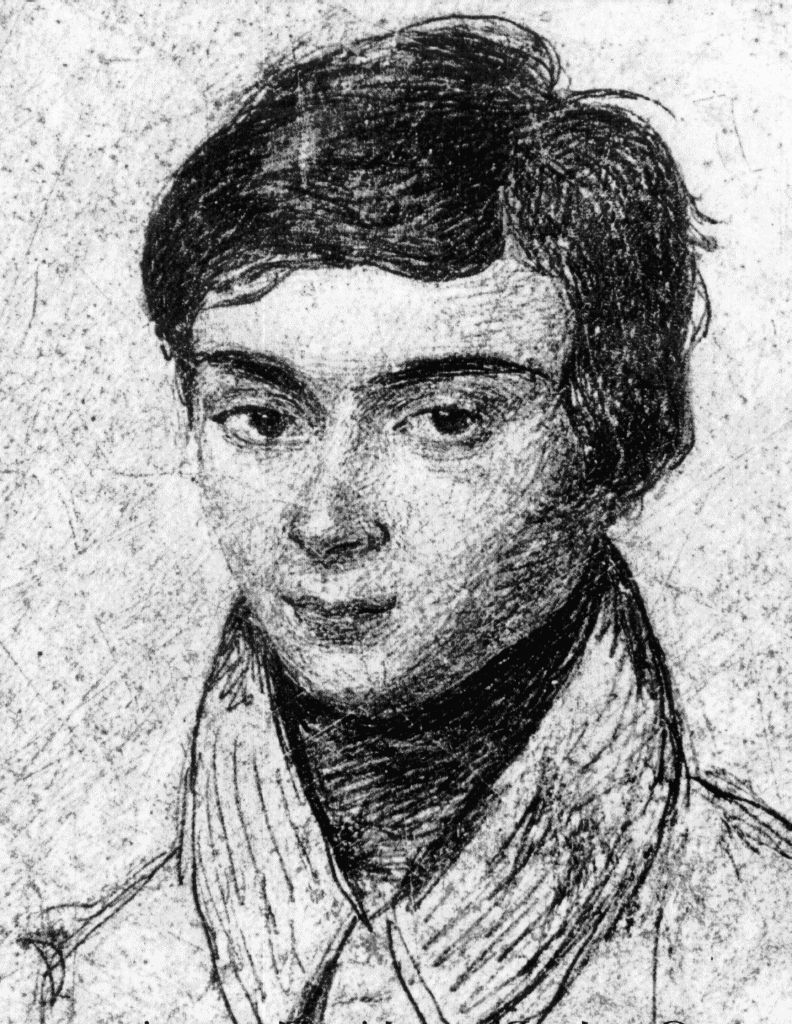
Matematicianul francez Évariste Galois, este considerat fondatorul teoriei moderne a grupurilor

Conceptul modern de grup abstract s-a dezvoltat din mai multe domenii ale matematicii. Motivația originară pentru teoria grupurilor a fost căutarea soluțiilor ecuațiilor polinomiale de grad mai mare ca 4. Matematicianul francez din secolul al XIX-lea Évariste Galois a dat, pe baza muncii anterioare a lui Paolo Ruffini și Joseph-Louis Lagrange, un criteriu pentru existența soluțiilor unei anume ecuații polinomiale în termeni de grup de simetrie al rădăcinilor polinomului. Elementele acestui grup Galois corespund anumitor permutări ale rădăcinilor. La început, ideile lui Galois au fost respinse de contemporani, fiind publicate doar postum. Grupuri de permutare au fost cercetate, la modul mai general, în special de Augustin Louis Cauchy. Lucrarea lui Arthur Cayley intitulată Despre teoria grupurilor, în funcție de ecuația simbolică θn = 1 (1854) dă prima definiție abstractă a unui grup finit.
Geometria a fost al doilea domeniu în care grupurile au ajuns să fie folosite sistematic, mai ales grupurile de simetrie ca parte a programului Erlangen din 1872 al lui Felix Klein. După apariția unor geometrii noi, cum ar fi cea hiperbolică și cea proiectivă, Klein a folosit teoria grupurilor pentru a le organiza într-o manieră mai coerentă. Ducând aceste idei mai departe, Sophus Lie a fondat studiul grupurilor Lie în 1884.
Al treilea domeniu care a contribuit la teoria grupurilor a fost teoria numerelor. Unele structuri de grup abelian fuseseră utilizate implicit în lucrarea de teoria numerelor a lui Carl Friedrich Gauss intitulată Disquisitiones Arithmeticae (1798), și mai explicit de Leopold Kronecker. În 1847, Ernst Kummer a dus la un apogeu primele încercări de a demonstra ultima teoremă a lui Fermat dezvoltând grupurile care descriu descompunerea în factori primi.
Convergența acestor surse variate înspre o teorie uniformă a grupurilor a început cu lucrarea Traité des substitutions et des équations algébriques (1870) a lui Camille Jordan. Walther von Dyck⁠(d) (1882) a dat primul enunț al definiției moderne a grupurilor abstracte. După începutul secolului al XX-lea, grupurile au căpătat recunoaștere după munca de pionierat a lui Ferdinand Georg Frobenius și William Burnside, care au lucrat la teoria reprezentării grupurilor finite, teorema reprezentării modulare a lui Richard Brauer⁠(d) și după lucrările lui Issai Schur⁠(d). Teoria grupurilor Lie, și mai general, cea a grupurilor local compacte a fost înaintată de Hermann Weyl⁠(d), Élie Cartan și mulți alții. Teoria grupurilor algebrice a fost schițată întâi de Claude Chevalley (spre sfârșitul anilor 1930) și ulterior de Armand Borel⁠(d) și Jacques Tits.
Anul Teoriei Grupurilor, organizat de Universitatea Chicago în 1960–1961, a reunit matematicieni ca Daniel Gorenstein⁠(d), John G. Thompson și Walter Feit⁠(d), punând bazele unei colaborări care, cu ajutorul altor matematicieni, a dus la clasificarea tuturor grupurilor finite în 1982. Acest proiect a depășit tentativele anterioare prin dimensiune, atât în termeni de lungime a demonstrațiilor cât și ca număr de cercetători. Se lucrează încă la simplificarea demonstrației acestei clasificări.

## Consecințe simple ale axiomelor grupurilor
Proprietățile de bază ale grupurilor rezultă din axiomele definițiilor. De exemplu, aplicarea repetată a axiomei de asociativitate arată că legea
a • b • c = (a • b) • c = a • (b • c)
se generalizează la mai mult de trei factori. Deoarece aceasta înseamnă că parantezele pot fi introduse oriunde într-o serie de termeni, ele, de regulă, se omit.
Axiomele pot fi reduse la a afirma doar existența unui element neutru la stânga și a unui invers la stânga, dar se poate demonstra că ambele înseamnă că există și element neutru la dreapta și element simetric la dreapta.

### Unicitatea elementului simetric și a elementului neutru
Două consecințe importante ale axiomelor grupurilor sunt unicitatea elementului neutru și a elementelor simetrice. Într-un grup nu poate exista decât un singur element neutru, și fiecare element al unui grup are un singur element simetric. Astfel, se vorbește despre elementul neutru al grupului și despre elementul simetric al unui element.
Pentru a demonstra unicitatea unui element simetric al lui a, se presupune că a are două elemente simetrice, notate cu l și r. Atunci
| l | = | l • e       |  | fiindcă e este elementul neutru                            |
|   | = | l • (a • r) |  | deoarece r este element simetric al lui a, deci e = a • r  |
|   | = | (l • a) • r |  | prin asociativitate, care permite rearanjarea parantezelor |
|   | = | e • r       |  | întrucât l este un invers al lui a, adică l • a = e        |
|   | = | r           |  | fiindcă e este elementul neutru                            |
Deci cei doi termeni l și r sunt legați printr-un lanț de egalități. Cu alte cuvinte, există un singur element invers al lui a.

### Împărțirea
În grupuri, se poate efectua împărțirea: date fiind elementele a și b ale grupului G, există exact o soluție x din G a  ecuației x • a = b. De fapt, înmulțirea la dreapta a ecuației cu a−1 dă soluția x = x • a • a−1 = b • a−1. Analog, există o singură soluție y în G pentru ecuația a • y = b, și anume y = a−1 • b. În general, x și y nu sunt în mod necesar egale.

## Concepte de bază
Pentru a înțelege grupurile dincolo de nivelul unor simple artificii simbolice, sunt necesare o serie concepte mai complexe. Există un principiu conceptual ce stă la baza tuturor noțiunilor următoare: pentru a profita de structura oferită de grupuri (structură pe care mulțimile, de exemplu, nu o au) construcțiile legate de grupuri trebuie să fie compatibile cu operatorul grupului. Această compatibilitate se manifestă la nivelul notațiilor. De exemplu, grupurile pot fi legate unul cu celălalt prin intermediul unor funcții numite omomorfisme de grup. Aceste omomorfisme sunt obligate să respecte structurile grupurilor într-un sens foarte precis. Structura grupurilor poate fi înțeleasă și prin separarea lor în componente numite subgrupuri și grupuri cât. Principiul „păstrării structurilor”—un principiu adesea citat în matematică—este un exemplu de lucru într-o categorie matematică, în acest caz, categoria grupurilor.

### Omomorfisme de grup
Omomorfismele de grup sunt funcții care păstrează structura grupului. O funcție a: G → H între două grupuri este omomorfism dacă ecuația
a(g • k) = a(g) • a(k).
este valabilă pentru orice element g, k din G, adică rezultatul este același dacă se efectuează operația de grup după sau înaintea aplicării transformării a. Această cerință asigură că a(1G) = 1H, și că a(g)−1 = a(g−1) pentru orice g din G. Astfel, un omomorfism de grup respectă toată structura lui G furnizată de axiomele grupului.
Două grupuri G și H se numesc izomorfe dacă există omomorfisme de grup a: G → H și b: H → G, astfel încât aplicând cele două funcții una după cealaltă (în ambele ordini posibile) se obține funcția identitate a mulțimilor G respectiv H. Adică, a(b(h)) = h și b(a(g)) = g pentru orice g din G și h din H. Dintr-un punct de vedere abstract, grupurile izomorfe conțin aceeași informație. De exemplu, a demonstra că g • g = 1 pentru un element g din G este echivalent cu a demonstra că a(g) • a(g) = 1, deoarece aplicând a asupra primei egalități, rezultă cea de-a doua, și aplicând b celei de-a doua egalități, rezultă prima.

### Subgrupuri
Informal, un subgrup este un grup H conținut într-un grup mai mare, G. Concret, elementul identitate al lui G este conținut în H, iar dacă h1 și h2 sunt din H, atunci și h1 •  h2 și h1−1 sunt în H, deci elementele lui H, echipate cu operația pe grupuri a lui G restrânsă la submulțimea H a lui G, formează într-adevăr un grup.
În exemplul de mai sus, identitatea și rotațiile constituie un subgrup R = {id, r1, r2, r3}, evidențiat cu roșu pe tabelul grupului: oricare două rotații compuse formează tot o rotație, și o rotație poate fi inversată de rotația complementară, 270° pentru 90°, 180° pentru 180°, și 90° pentru 270°. Testul de subgrup este o condiție necesară și suficientă pentru ca o submulțime H a unui grup G să fie subgrup: este suficient să se verifice că g−1h ∈ H pentru orice elemente g, h ∈ H. Cunoașterea subgrupurilor este importantă pentru înțelegerea proprietăților de ansamblu ale grupului.
Dată fiind o submulțime S a unui grup G, subgrupul generat de S constă din produsele elementelor lui S cu inversele lor. Este cel mai mic subgrup din G care conține S. În exemplul introductiv de mai sus, subgrupul generat de r2 și fv constă din cele două elemente, elementul identitate și fh = fv • r2. Din nou, acesta este un subgrup, deoarece combinând oricare două elemente din cele patru sau inversele acestora dă un element al subgrupului.

### Clase laterale
În multe situații, este de dorit să se considere două elemente de grup ca fiind același, dacă ele diferă printr-un element al unui subgrup dat. În exemplul de mai sus, în D4, după ce se efectuează o întoarcere în oglindă, pătratul nu se mai întoarce în configurația dată de r2 doar prin aplicarea operațiilor de rotație (fără întoarceri în oglindă). Clasele laterale sunt utilizate pentru a formaliza aceasta: un subgrup H definește clasele laterale la stânga și la dreapta, care pot fi considerate a fi translații ale lui H printr-un element arbitrar g al grupului. În termeni simbolici, clasele laterale la stânga și la dreapta pentru H care conțin g sunt
gH = {gh, h ∈ H} și respectiv Hg = {hg, h ∈ H}.
Clasele laterale ale oricărui subgrup H formează o partiție a lui G; adică, două clase laterale la stânga sunt fie egale, fie intersecția lor este o mulțime vidă. Primul caz, g1H = g2H are loc dacă și numa dacă g1−1g2 ∈ H, adică dacă cele două elemente diferă printr-un element din H. Analog și pentru clasele laterale la dreapta ale lui H. Clasele laterale la stânga și la dreapta ale lui H pot să fie sau nu egale. Dacă sunt, adică pentru orice g din G, gH = Hg, atunci despre H se spune că este un subgrup normal. N poate fi considerat mulțime de clase laterale.
În D4, grupul de simetrie de mai sus, clasele laterale la stânga gR ale subgrupului R care constă din transformările de rotație sunt fie egale cu R, dacă g este un element al lui R, sau altfel egal cu U = fvR = {fv, fd, fh, fc} (cu verde). Subgrupul R este și el normal, deoarece fvR = U = Rfv și analog pentru orice element diferit de fv.

### Grupuri cât
În plus față de ignorarea structurii interne a unui subgrup prin luarea în considerare a claselor laterale, este de dorit dotarea acestei entități cu o lege de grup denumită grup cât sau grup factor. Pentru ca aceasta să fie posibil, subgrupul trebuie să fie normal. Dat fiind un subgrup normal N, grupul cât este definit prin
G / N = {gN, g ∈ G}, "G modulo N".
Această mulțime moștenește o operație pe grupuri (uneori numită înmulțire a claselor laterale, sau adunare a claselor laterale) de la grupul original G: (gN) • (hN) = (gh)N pentru orice g și h din G. Această definiție este motivată de ideea că aplicația G → G / N care îi asociază fiecărui element g clasa sa laterală gN este un omomorfism de grup, sau de considerațiile abstracte generale numite proprietăți universale. Clasa laterală eN  = N servește drept element neutru în acest grup, iar inversa lui Ng în grupul cât este (gN)−1 = (g−1)N.e[›]
| •                           | R | U |
| --------------------------- | - | - |
| R                           | R | U |
| U                           | U | R |
| Tabela grupului cât D4 / R. |   |   |

Elementele grupului cât D4 / R sunt R care este elementul neutru, și U = fvR. Operația pe grup este cea din dreapta. De exemplu, U • U = fvR • fvR = (fv • fv)R = R. Atât subgrupul R = {id, r1, r2, r3}, cât și câtul corespunzător sunt abeliene, pe când D4 nu este abelian.
Grupurile cât și subgrupurile formează împreună o modalitate de a descrie fiecare grup prin prezentare: orice grup este câtul grupului liber peste generatoarele grupurilor, împărțite la subgrupul relațiilor. Grupul diedral D4, de exemplu, poate fi generat de două elemente, r și f (de exemplu, r = r1, rotația la dreapta f = fv oglindirea în verticală—sau oricare alta), ceea ce înseamnă că toate transformările de simetrie ale pătratului sunt o compunere finită de transformări de simetrie sau transformări inverse ale lor. Împreună cu relațiile
r 4 = f 2 = (rf)2 = 1,
grupul este descris complet. O prezentare a grupului se poate folosi pentru a construi graful Cayley, un dispozitiv folosit pentru a reprezenta grafic grupurile discrete.
Subgrupurile și grupurile cât sunt legate în felul următor: o submulțime H a lui G se poate vedea ca aplicație injectivă H → G, adică orice element al codomeniului cel mult un element căruia îi corespunde prin aplicație. În general, omomorfismele nu sunt nici injective nici surjective. Nucleul și imaginea omomorfismelor de grup și prima teoremă de izomorfism tratează acest fenomen.

## Aplicații

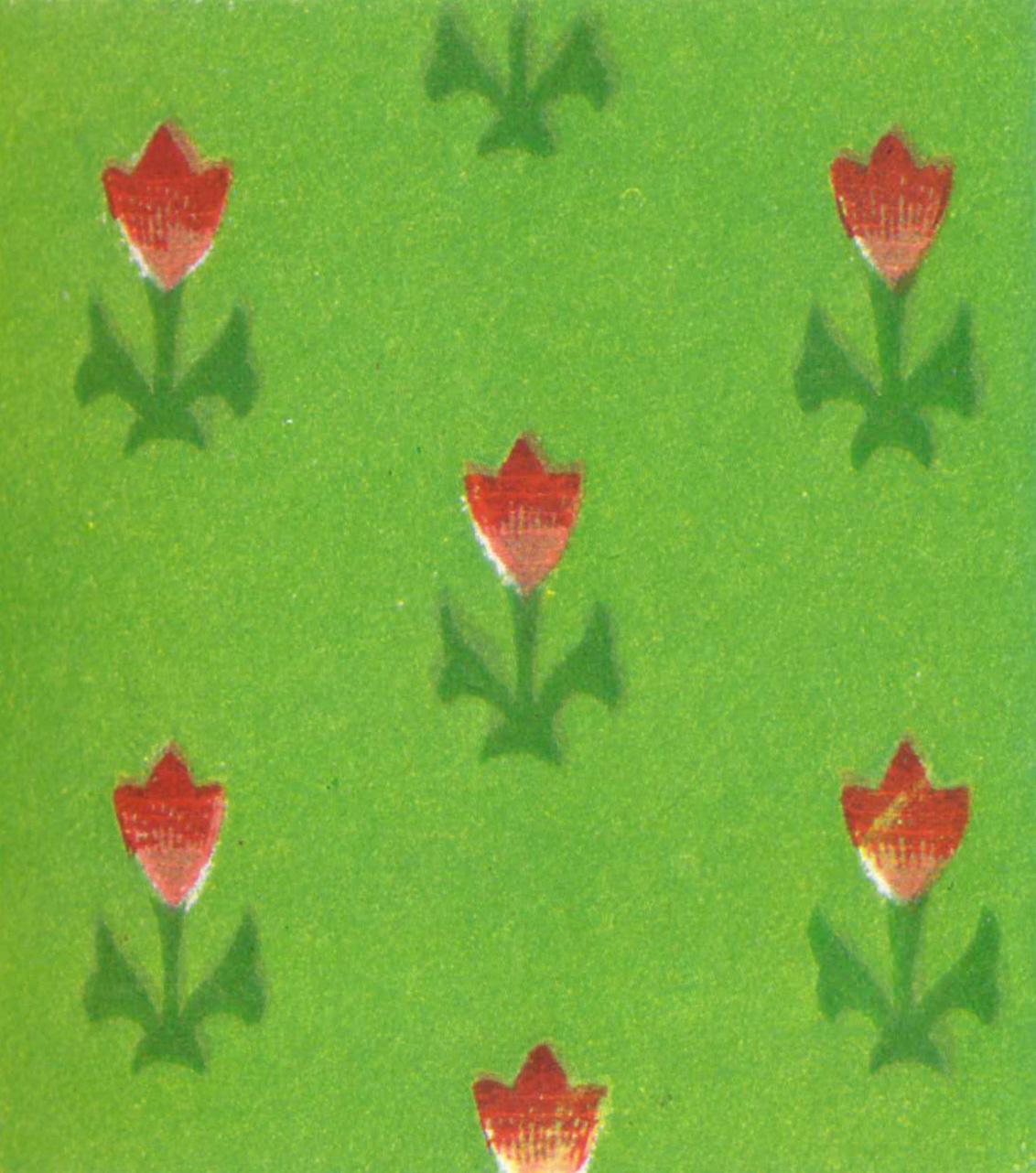
Un șablon periodic dă naștere unui grup de tapet

Grupul fundamental al unui plan din care lipsește un punct este format din curbe închise în jurul punctului care lipsește.

Există numeroase aplicații ale grupurilor. Un punct de pornire îl reprezintă mulțimea Z a numerelor întregi împreună cu operația de adunare. Dacă se consideră în schimb operația de înmulțire, se obțin grupuri multiplicative, care sunt predecesoarele unor importante construcții din algebra abstractă.
Grupurile au aplicații și în multe alte domenii matematice. Unele obiecte matematice pot fi examinate cu ajutorul grupurilor lor asociative. De exemplu, Henri Poincaré a pus bazele a ceea ce astăzi se numește topologie algebrică introducând noțiunea de grup fundamental. Cu ajutorul acestei legături, proprietăți topologice cum ar fi proximitatea și continuitatea se traduc în proprietăți ale grupurilor. De exemplu, elementele grupului fundamental sunt reprezentate prin bucle. În a doua imagine de la dreapta arată niște bucle într-un plan din care lipsește un punct. Bucla albastră este considerată a fi nul-omotopică (deci irelevantă), deoarece poate fi redusă continuu la un punct. Prezența găurii împiedică bucla portocalie să fie redusă la un punct. Grupul fundamental al planului fără un punct  este ciclic infinit, generat de bucla portocalie (sau de oricare curbă care ocolește gaura o dată). Astfel, grupul fundamental detectează gaura.
În aplicații mai recente, unele construcții geometrice au fost motivate de noțiuni din teoria grupurilor. Într-un mod similar, teoria grupurilor geometrice implică concepte geometrice, de exemplu în studiul grupurilor hiperbolice. Alte domenii în care apar aplicații cruciale ale grupurilor sunt geometria algebrică și teoria numerelor.
Există și multe alte aplicații practice. Criptografia se bazează pe combinația dintre abordarea din teoria grupurilor abstracte și cunoștințele algoritmice obținute în teoria computațională a grupurilor, în particular la implementarea în domeniul grupurilor finite. Aplicațiile teoriei grupurilor nu sunt restrânse la matematică; științe cum sunt fizica, chimia și informatica utilizează acest concept.

### Numere
Multe mulțimi de numere, cum ar fi numerele întregi și cele raționale prezintă o structură naturală de grup. În unele cazuri, cum este cel al numerelor raționale, atât adunarea cât și înmulțirea sunt operații care dau naștere unor structuri de grup. Asemenea structuri sunt predecesoarele unor structuri algebrice mai generale, denumite inele și corpuri.

#### Numerele întregi
Grupul numerelor întregi Z cu operația de adunare, notat (Z, +), a fost descris mai sus. Numerele întregi, împreună cu operația de înmulțire, (Z, ·) nu formează un grup. Axiomele de închidere, asociativitate și element neutru sunt satisfăcute, dar nu există întotdeauna element simetric: de exemplu, a = 2 este număr întreg, dar unica soluție a ecuației a · b = 1 în acest caz este b = 1/2, care nu este număr întreg. Deci nu toate elementele mulțimii Z au un element simetric multiplicativ.k[›]

#### Numerele raționale
Dorința existenței elementului simetric multiplicativ sugerează luarea în considerare a fracțiilor
{\displaystyle {\frac {a}{b}}.}
Fracțiile de numere întregi (cu b nenul) sunt cunoscute ca numere raționale. Mulțimea tuturor acestor fracții este adesea notată cu Q. Mai este un mic obstacol pentru ca (Q, ·), structura formată din mulțimea numerelor raționale cu operația de înmulțire, să fie grup: deoarece numărul rațional 0 nu are element simetric (adică, nu există x astfel încât x · 0 = 1), (Q, ·) nu este grup.
Dar mulțimea numerelor raționale nenule Q \ {0} = {q ∈ Q, q ≠ 0} formează un grup abelian cu operația de înmulțire, grup notat (Q \ {0}, ·). Axiomele de element neutru și asociativitate derivă din proprietățile numerelor întregi. Cerința de închidere rămâne valabilă după eliminarea lui zero, deoarece produsul a două numere raționale nenule nu este niciodată zero. În cele din urmă, elementul simetric al lui a/b este b/a, deci și axioma elementului simetric este satisfăcută.
Numerele raționale (inclusiv 0) formează un grup cu operația de adunare. Combinarea înmulțirii și adunării dă structuri mai complicate, denumite inele și—dacă este posibilă împărțirea, cum e cazul cu mulțimea Q—corpuri, care ocupă o poziție centrală în algebra abstractă. Argumentele din teoria grupurilor stau la baza unor noțiuni din teoria acestor entități.

#### Numerele întregi nenule modulo un număr prim
Pentru orice număr prim p, aritmetica modulară furnizează grupul multiplicativ al întregilor modulo p. Elementele sale sunt numerele întregi nedivizibile cu p, modulo p, adică două numere sunt considerate echivalente dacă diferența lor este divizibilă cu p. De exemplu, dacă p = 5, grupul are patru elemente: 1, 2, 3, 4: multiplii lui 5 sunt excluși, 6 și −4 sunt echivalente cu 1 etc. Operația de grup este cea de înmulțire modulo p. De aceea, 4 · 4 = 1, întrucât produsul lor, 16, este echivalent cu 1, deoarece acesta este restul împărțirii lui 16 la 5, ceea ce se notează cu
16 ≡ 1 (mod 5).
Faptul că p este prim asigură că produsul a două numere întregi din care niciunul nu este divizibil cu p nu este nici el divizibil cu p, de unde rezultă că această mulțime este închisă în raport cu înmulțirea. Elementul neutru este 1, ca în cazul oricărui grup multiplicativ, iar asociativitatea rezultă din proprietatea corespunzătoare a numerelor întregi. În fine, axioma elementului invers cere ca unui întreg a nedivizibil cu p, să îi corespundă un înreg b astfel încât
a · b ≡ 1 (mod p), adică p să dividă diferența a · b − 1.
Elementul simetric b poate fi găsit folosind identitatea lui Bézout și faptul că cel mai mare divizor comun cmmdc(a, p) este egal cu 1. În cazul p = 5 de mai sus, elementul simetric al lui 4 este 4, iar cel al lui 3 este 2, deoarece 3 · 2 = 6 ≡ 1 (mod 5). Astfel, sunt îndeplinite toate axiomele grupurilor. De fapt, acest exemplu este analog cu exemplul (Q\{0}, ·) de mai sus, deoarece este grupul multiplicativ al elementelor nenule din corpul finit Fp, notat Fp×. Aceste grupuri joacă un rol esențial în criptografia cu chei publice.

### Grupuri ciclice

Rădăcinile complexe de ordinul 6 formează un grup ciclic. z este un element primitiv, dar z^{2} nu este, deoarece puterile impare ale lui z nu sunt și puteri ale lui z^{2}.

Un grup ciclic este un grup ale cărui elemente sunt puteri (când operația de grup este considerată a fi de natură aditivă, se preferă termenul multipli) ai unui element a. În notația multiplicativă, elementele grupului sunt:
..., a−3, a−2, a−1, a0 = e, a, a2, a3, ...,
unde a2 înseamnă a • a, și a−3 reprezintă a−1 • a−1 • a−1=(a • a • a)−1 etc. Un astfel de element a se numește generator sau element primitiv al grupului.
Un exemplu tipic pentru această categorie de grupuri îl reprezintă grupurile rădăcinilor complexe de ordin n ale unității, compus din mulțimea numerelor complexe z ce satisfac relația zn = 1 și operația de înmulțire a numerelor complexe. Orice grup ciclic cu n elemente este izomorf cu acest grup. În baza teoriei corpurilor, se poate arăta că grupul Fp× este ciclic: pentru p = 5, 3 este generator deoarece 31 = 3, 32 = 9 ≡ 4, 33 ≡ 2, și 34 ≡ 1. Un grup ciclic infinit este izomorf cu (Z, +), grupul numerelor întregi cu operația de adunare introdus mai sus. Întrucât aceste două prototipuri sunt abeliene, rezultă că orice grup ciclic este abelian.
Studiul grupurilor abeliene este avansat, și include teorema fundamentală a grupurilor abeliene finit generate; multe noțiuni legate de grupuri, cum ar fi cele de centru și comutator, descriu punctul până la care un grup dat nu este abelian.

### Grupurile de simetrie
Grupurile de simetrie sunt grupuri compuse din transformări de simetrie ale unor obiecte matematce date—fie de natură geometrică, cum ar fi grupul de simetrie al pătratului din exemplul introductiv, fie de natură algebrică, cum ar fi ecuațiile polinomiale și soluțiile lor. Conceptual, teoria grupurilor poate fi văzută ca fiind studiul simetriei. Matematica simetriilor simplifică mult studiul obiectelor geometrice sau analitice. Se spune că un grup acționează asupra unui alt obiect matematic X dacă fiecare element al grupului efectuează asupra lui X o operație compatibilă cu legea de compoziție a grupului. În exemplul din dreapta de mai jos, un element de ordinul 7 din grupul triunghiului (2,3,7) acționează asupra mozaicului prin permutarea triunghiurilor evidențiate (și a celorlalte). Prin acțiunea grupului, șablonul grupului este legat de structura obiectului asupra căreia acționează.

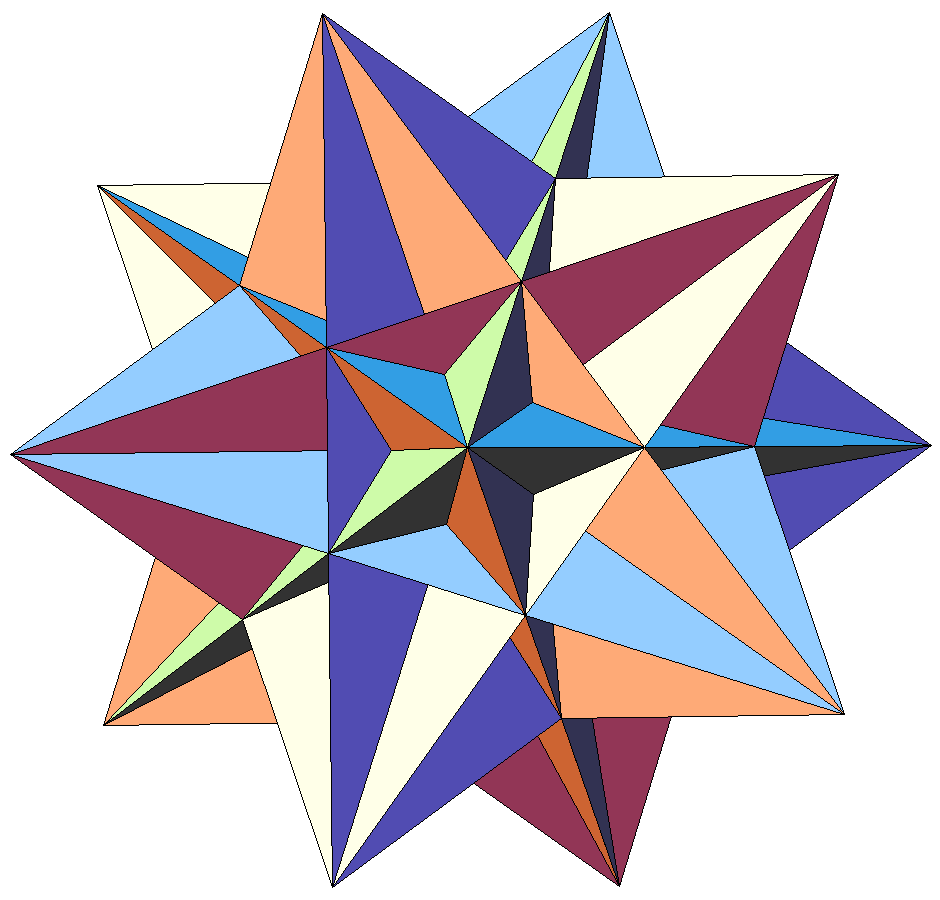
Rotațiile și oglindirile formează grupul de simetrie al unui icosaedru mare.

În subdomeniile chimiei, cum ar fi cristalografia, grupurile spațiale și grupurile punctuale descriu simetriile moleculare și cristaline. Aceste simetrii stau la baza comportamentului fizic și chimic al acestor sisteme, iar teoria grupurilor permite simplificări ale analizei mecanice cuantice a acestor proprietăți. De exemplu, teoria grupurilor este folosită pentru a arăta că tranzițiile optice între anumite niveluri cuantice nu pot avea loc din cauza simetriei stărilor implicate.
Grupurile nu sunt doar utile în evaluarea simetriilor moleculelor, ci prezic și că moleculele pot uneori să-și schimbe simetria. Efectul Jahn-Teller este o distorsiune a unei molecule de înaltă simetrie ce apare când ea adoptă o anumită stare fundamentală de simetrie mai scăzută dintr-o mulțime de stări fundamentale posibile legate una de cealaltă prin operații de transformare de simetrie a moleculei.
Analog, teoria grupurilor ajută la prezicerea schimbărilor proprietăților fizice care au loc atunci când un material suferă o transformare de fază, de exemplu, de la o formă cristalină cubică la una tetraedrică. Un exemplu este cel al materialelor ferolectrice, în care trecerea dintr-o stare paraelectrică într-una feroelectrică are loc la temperatura Curie și se leagă de o trecere dintr-o stare paraelectrică de înaltă simetrie în starea feroelectrică, de simetrie inferioară.
Asemenea ruperi spontane ale simetriei și-au găsit și alte aplicații în fizica particulelor elementare, unde aparițiile lor sunt legate de aparițiile bosonilor Goldstone.
|                                                    | |                                               | | |
| Buckminsterfulerena prezintă simetrie icosaedrică. | Amoniacul, NH3. Grupul său de simetrie e de ordinul 6, generat de o rotație de 120° și o reflexie. | Cuban⁠(d)ul C8H8 prezintă simetrie octaedrică. | Ionul complex Hexaacvacupru(II), [Cu(OH2)6]2+. Comparativ cu o formă perfect simetrică, molecula este dilatată pe verticală cu aproximativ 22% (efectul Jahn-Teller). | Grupul triunghiului (2,3,7), un grup hiperbolic care acționează asupra acestei pavări a planului hiperbolic. |

Grupurile de simetrie finite cum ar fi grupurile Mathieu sunt utilizate în teoria codificărilor, care aer la rândul său aplicații în corecția erorilor în transmisia de date, și în CD playere. O altă aplicație o reprezintă teoria diferențială Galois, care caracterizează funcțiile care au primitive de o anumită formă, dând astfel criterii bazate pe teoria grupurilor pentru când soluțiile anumitor ecuații diferențiale se comportă bine. Proprietățile geometrice ce rămân stabile în raport cu acțiunile de grup sunt studiate în teoria invarianților.

### Grupul general liniar și teoria reprezentării

Doi vectori (stânga) înmulțiți cu niște matrice (centru și dreapta). Ilustrația centrală reprezintă o rotație în sens orar cu 90°, iar cea din dreapta îi mărește abscisa de două ori.

Grupurile matriciale constau dintr-o mulțime de matrici și operația de înmulțire a matricilor. Grupul general liniar GL(n, R) constă din toate matricile inversabile nxn cu elemente reale. Subgrupurile lor sunt denumite grupuri matriciale sau grupuri liniare. Grupul diedral din exemplul menționat mai sus poate fi văzut ca un grup matricial (foarte mic). Un alt grup matricial important este grupul ortogonal special SO(n). El descrie toate rotațiile posibile în n dimensiuni. Prin intermediul unghiurilor Euler, matricele de rotație sunt folosite în grafica pe calculator.
Teoria reprezentării este atât o aplicație a conceptului de grup cât și o teorie importantă pentru înțelegerea în profunzime a grupurilor. Ea studiază grupul prin intermediul acțiunilor de grup asupra altor spații. O clasă mai largă de reprezentări ale grupurilor sunt reprezentările liniare, adică grupul acționează asupra unui spațiu vectorial, cum ar fi spațiul euclidian tridimensional R3. O reprezentare a lui G pe un spațiu vectorial real n-dimensional este doar un omomorfism de grup
ρ: G → GL(n, R)
de la grupul dat la grupul general liniar. Astfel, operația grupului, ce poate fi dată abstract, se traduce în înmulțirea matricelor, făcându-l astfel accesibil calculelor explicite.
Dată fiind o acțiune de grup, aceasta dă noi sensuri studiului obiectului asupra căruia acționează. Pe de altă parte, ea dă informații și despre grup. Reprezentările de grup sunt un principiu de organizare în teoria grupurilor finite, grupurilor Lie, grupurilor algebrice și grupurilor topologice, mai ales grupurilor (local) compacte.

### Grupurile Galois
Grupurile Galois au fost dezvoltate pentru a ajuta rezolvarea ecuațiilor polinomiale identificând caracteristicile de simetrie ale acestora. De exemplu, soluțiile ecuației de gradul doi ax2 + bx + c = 0 sunt date de
{\displaystyle x={\frac {-b\pm {\sqrt {b^{2}-4ac}}}{2a}}.}
Schimbând  "+" și "−" dintre termenii numărătorului expresiei, permutarea celor două soluții poate fi văzută ca fiind o (foarte simplă) operație a grupului. Se cunosc formule similare pentru ecuațiile cubice și pentru cele cuadratice, dar nu există în general pentru ecuațiile de gradul cinci sau mai mare. Proprietățile abstracte ale grupurilor Galois asociate cu polinoamele (în particular, solvabilitatea lor) dau un criteriu pentru polinoame ale căror soluții se pot exprima ca radicali, adică soluții exprimabile doar prin adunări, înmulțiri, și radicali similare cu formula de mai sus.
Problema poate fi tratată mai elegant cu ajutorul teoriei corpurilor: considerând corpul descompunerilor unui polinom problema se transferă la teoria corpurilor. Teoria Galois modernă generalizează acest tip de grupuri Galois la extinderile de corp și stabilește — cu ajutorul teoremei fundamentale a teoriei Galois — o relație precisă între corpuri și grupuri, subliniind din nou omniprezența grupurilor în matematică.

## Grupuri finite
Un grup se numește finit dacă are un număr finit de elemente. Numărul de elemente dintr-un grup G se numește ordinul grupului G. O categorie importantă o reprezintă grupurile simetrice SN, grupurile permutărilor de N litere. De exemplu, grupul simetric de 3 litere S3 este grupul format din toate permutările posibile de trei litere ABC, conținând astfel elementele ABC, ACB, ..., până la CBA, în total 6 (sau 3 factorial) elemente. Această clasă este fundamentală, întrucât orice grup finit poate fi exprimat ca subgrup al grupului simetric SN pentru un număr întreg N (teorema lui Cayley). Analog cu grupul transformărilor de simetrie ale pătratului de mai sus, S3 poate fi interpretat și ca grupul de simetrie al unui triunghi echilateral.
Ordinul unui element a dintr-un grup G este cel mai mic număr întreg pozitiv n cu proprietaeta a n = e, unde a n reprezintă
{\displaystyle \underbrace {{}\ a\ \cdots \ a\ {}} _{n{\text{ factori}}},}
adică aplicarea operației • asupra a n copii ale lui a. (Dacă • reprezintă înmulțirea, atunci an corespunde lui a la puterea n.) În grupurile infinite, un astfel de n se poate să nu existe, în care caz se spune că ordinul lui a este infinit. Ordinul unui element este egal cu ordinul subgrupului ciclic generat de acest element.
Tehnici de numărare mai sofisticate, de exemplu numărarea claselor laterale, dau afirmații mai precise despre grupurile finite: teorema lui Lagrange spune că pentru un grup finit G ordinul oricărui subgrup finit H divide ordinul lui G.
Grupul diedral (discutat mai sus) este un grup finit de ordinul 8. Ordinul lui r1 este 4, ca și ordinul subgrupului R pe care îl generează. Ordinul elementelor de reflexie fv etc. este 2. Ambele ordine divid pe 8, așa cum prezice teorema lui Lagrange. Grupurile Fp× date mai sus au ordinul p − 1.

### Clasificarea grupurilor simple finite
Matematicienii se străduiesc adesea să realizeze o clasificare completă a unei noțiuni matematice. În contextul grupurilor finite, acest scop conduce rapid la dificultăți. Conform teoremei lui Lagrange, grupurile finite de ordin p, număr prim, sunt automat și grupuri ciclice (și abeliene), notate Zp. Se poate arăta că și grupurile de ordinul p2 sunt abeliene, afirmație care însă nu se generalizează la ordinul p3, după cum reiese din contraexemplul grupului nonabelian D4 de ordin 8 = 23 arătat mai sus. Sistemele CAS pot fi utilizate pentru  a genera liste de grupuri mici, dar nu există clasificări ale tuturor grupurilor finite. Un pas intermediar îl reprezintă clasificarea grupurilor finite simple. Un grup netrivial se numește grup simplu dacă singurele sale subgrupuri normale sunt grupul trivial și grupul însuși. Teorema Jordan-Hölder prezintă grupurile simple ca elemente constitutive ale tuturor grupurilor finite. Generarea listei tuturor grupurilor finite simple a fost o mare realizare din teoria grupurilor. Richard Borcherds⁠(d), laureat al Medaliei Fields pe 1998, a reușit să demonstreze conjecturile monstrous moonshine⁠(d), o relație surprinzătoare și profundă între cel mai mare grup sporadic finit simplu—„grupul monstru”—cu anumite funcții modulare, o componentă a analizei complexe clasice și teoria coardelor, o teorie ce intenționează să unifice descrierea multor fenomene fizice.

## Grupuri cu structură adițională
Multe grupuri sunt și exemple de alte structuri matematice. În termeni de teoria categoriilor, ele sunt obiecte de grup într-o categorie, adică sunt obiecte (exemple de alte structuri matematice) care suferă unele transformări (numite morfisme) care mimează axiomele grupurilor. De exemplu, toate grupurile constituie o mulțime, deci un grup este un obiect de grup din categoria mulțimilor.

### Grupuri topologice

Cercul unitate din planul complex împreună cu operația de înmulțire a numerelor complexe este un grup Lie și deci un grup topologic. Este topologic deoarece înmulțirea și împărțirea numerelor complexe sunt continue. El este o varietate și deci grup Lie, deoarece fiecare vecinătate, cum ar fi arcul de cerc roșu din figură, arată ca o porțiune din dreapta reală (jos).

Unele spații topologice pot fi dotate cu o lege de compoziție de grup. Pentru ca proprietățile topologice și cele de grup să se combine corect, operațiile grupului trebuie să fie continue, adică, g • h, și g−1 nu trebuie să varieze foarte puternic dacă g și h variază doar puțin. Astfel de grupuri se numesc grupuri topologice, și ele sunt obiectele de grup din categoria spațiilor topologice. Cele mai simple exemple sunt mulțimea numerelor reale R împreună cu operația de adunare, (R \ {0}, ·), și, analog, alte spații topologice cum ar fi numerele complexe sau numerele p-adice. Toate aceste grupuri sunt local compacte, și deci au măsură Haar și pot fi studiate prin analiză armonică. Primele oferă un formalism abstract de integrale invariante. Invarianța înseamnă, în cazul numerelor reale de exemplu:
{\displaystyle \int f(x)\,dx=\int f(x+c)\,dx}
pentru orice c constant. Grupurile matriciale peste aceste grupuri cad sub incidența acestui regim, ca și inelele adelice și grupurile algebrice adelice, structuri importante pentru teoria numerelor. Grupurile Galois de extinderi de grupuri infinite cum ar fi grupul absolut Galois pot și ele să fie echipate cu o topologie, așa-numita topologie Krull, importantă pentru generalizarea legăturii schițate mai sus între corpuri și grupuri și extinderi de grupuri infinite. O generalizare avansată a acestei idei, adaptată nevoilor geometriei algebrice, este grupul fundamental étale.

### Grupuri Lie
Grupurile Lie (denumite în cinstea lui Sophus Lie) sunt grupuri cu structură de varietate, adică spații care local seamănă cu un spațiu euclidian de dimensiune corespunzătoare. Din nou, structura adițională, aici cea de varietate, trebuie să fie compatibilă, adică aplicațiile corespunzătoare înmulțirii și inversării să fie trebuie să fie netede.
Un exemplu standard este grupul general liniar introdus mai sus: este o submulțime deschisă a spațiului tuturor matricelor n-pe-n, deoarece este dat de inegalitatea
det (A) ≠ 0,
unde A este o matrice n-pe-n.
Grupurile Lie au o importanță fundamentală în fizică: teorema lui Noether leagă simetriile continue de cantități conservate. Rotația, ca și translațiile în spațiu și timp sunt transformări de simetrie elementare ale legilor mecanicii. Ele pot, de exemplu, să fie folosite pentru a construi modele simple—impunerea, de pildă, a simetriei axiale unei situații poate conduce on a la simplificări semnificative ale ecuațiilor ce trebuie rezolvate pentru a furniza o descriere fizică. Un alt exemplu îl reprezintă transformările Lorentz, care arată o legătură între măsurarea timpului și vitezei de către doi observatori în mișcare relativă unul față de altul. Ele pot fi deduse într-o manieră strict legată de teoria grupurilor, exprimând transformările ca simetrii de rotație ale spațiului Minkowski. Cea din urmă servește—în absența unei gravitații semnificative—ca model al continuumului spațiu-timp în teoria relativității restrânsă. Grupul de simetrie al spațiului Minkowski, inclusiv translațiile, este cunoscut sub denumirea de grup Poincaré. Prin cele de mai sus, el joacă un rol esențial în teoria relativității restrânsă și, în teoriile câmpurilor cuantice. Simetriile care depind de poziție sunt centrale în descrierea modernă a interacțiunilor fizice cu ajutorul teoriei de scală.

## Generalizări
În algebra abstractă, sunt definite structuri mai generale prin relaxarea unora dintre axiomele de definiție ale grupurilor. De exemplu, dacă se renunță la condiția ca fiecare element să aibă un invers, structura algebrică rezultată se numește monoid. Mulțimea numerelor naturale N (inclusiv 0) împreună cu operația de adunare formează un monoid, la fel și numerele întregi nenule împreună cu operația de înmulțire (Z \ {0}, ·), vezi mai sus. Există o metodă generală de a adăuga formal inversele elementelor la orice monoid abelian, cum este cazul cu (Q \ {0}, ·) care este calculat din (Z \ {0}, ·), cunoscut sub numele de grup Grothendieck.
grupoid⁠(d)ele sunt similare grupurilor cu excepția faptului că legea de compoziție a • b nu trebuie definită pentru orice a și b. Ele apar în studiul unor forme mai complicate de simetrie, adesea în structuri analitice și topologice, ca grupoidul fundamental.

### Generalități
- Artin, Michael (1991), Algebra, Prentice Hall⁠(d), ISBN 978-0-89871-510-1, Capitolul 2 conține o expunere la nivel universitar a noțiunilor din articol.
- Devlin, Keith (2000), The Language of Mathematics: Making the Invisible Visible, Owl Books, ISBN 978-0-8050-7254-9, Capitolul 5 furnizează o explicație accesibilă necunoscătorilor.
- Fulton, William; Harris, Joe (1991), Representation theory. A first course, Graduate Texts in Mathematics, Readings in Mathematics, 129, New York: Springer Science+Business Media, ISBN 978-0-387-97495-8, MR1153249, ISBN 978-0-387-97527-6
- Hall, G. G. (1967), Applied group theory, American Elsevier Publishing Co., Inc., New York, MR0219593, introducere elementară.
- Herstein, Israel Nathan (1996), Abstract algebra (ed. 3rd), Upper Saddle River, NJ: Prentice Hall Inc., ISBN 978-0-13-374562-7, MR1375019.
- Herstein, Israel Nathan (1975), Topics in algebra (ed. 2nd), Lexington, Mass.: Xerox College Publishing, MR0356988.
- Lang, Serge (2002), Algebra, Graduate Texts in Mathematics, 211, Berlin, New York, ISBN 978-0-387-95385-4, MR1878556.
- Lang, Serge (2005), Undergraduate Algebra (ed. 3rd), Berlin, New York: Springer Science+Business Media, ISBN 978-0-387-22025-3.
- Ledermann, Walter (1953), Introduction to the theory of finite groups, Oliver and Boyd, Edinburgh and London, MR0054593.
- Ledermann, Walter (1973), Introduction to group theory, New York: Barnes and Noble, OCLC 795613.
- Robinson, Derek John Scott (1996), A course in the theory of groups, Berlin, New York: Springer Science+Business Media, ISBN 978-0-387-94461-6.